# Estación Pablo Podestá
Pablo Podestá es una estación ferroviaria ubicada en la localidad Homónima, Partido de Tres de Febrero, Provincia de Buenos Aires, Argentina.

## Ubicación
Está ubicada en la localidad homónima del partido de Tres de Febrero, Provincia de Buenos Aires, Argentina.

## Servicios
Observan parada aquí los servicios locales entre estación Federico Lacroze y estación General Lemos.